# Mike Iuzzolino
Michael Alan Iuzzolino, detto Mike (Altoona, 22 gennaio 1968), è un ex cestista e allenatore di pallacanestro statunitense con cittadinanza italiana, professionista nella NBA e in Europa.

## Biografia
Nacque in Pennsylvania da padre di origini italiane: i nonni paterni emigrarono infatti da San Gregorio Magno, in provincia di Salerno, all'inizio degli anni '20.

## Caratteristiche tecniche
È stato un playmaker dotato di un micidiale tiro dalla lunga distanza. Tipiche erano anche le sue conclusioni ribattezzate "arcobaleno", che consistevano in una parabola di tiro al culmine di una penetrazione.

## Carriera

### Giocatore

Iuzzolino in penetrazione a Verona nel 1997

Iuzzolino cominciò a frequentare la Pennsylvania State University nel 1986, salvo poi, due anni più tardi, decidere di lasciare l'istituto per trovare un minutaggio maggiore altrove. Dopo essere rimasto senza giocare per un anno a causa dei regolamenti in tema di cambio università, scese in campo per il Saint Francis College dal 1989 al 1991. Nonostante non fosse un college di prima fascia, Iuzzolino qui si mise in luce portando l'ateneo a vincere il titolo della Northeast Conference nel 1991 con un record di 24 vittorie stagionali mai raggiunto prima. Batté primati anche a livello individuale, risultando il migliore della storia di quella scuola sia per la miglior media punti in una singola stagione (24,1 a partita nel 1990-1991) che per la miglior percentuale al tiro da tre punti (51,6% nel 1989-1990 e 52,8% nel 1990-1991, miglior tiratore da tre dell'intera Northeast Conference in entrambe le annate, per un 52,3% complessivo nell'arco del biennio).
Dichiaratosi eleggibile per il Draft NBA 1991, venne selezionato dai Dallas Mavericks al secondo giro (35ª scelta assoluta). Al suo anno da rookie disputò 52 partite, di cui 21 da titolare, a 9,3 punti in 24,6 minuti di media. L'anno seguente giocò 70 gare, di cui 23 dal primo minuto, realizzando 8,7 punti di media in 25,3 minuti a gara. Essa si rivelò la sua seconda e ultima annata in NBA.
Nelle due stagioni seguenti fu impegnato con varie squadre della lega CBA, come i Rochester Renegade e i Fort Wayne Fury nel 1993-1994 e gli Shreveport Crawdads e i Rapid City Thrillers nel 1994-1995.

Un'altra penetrazione di Iuzzolino nel 1997, in Coppa Korać contro il Tau

Il suo approdo nel campionato italiano avvenne nell'ottobre 1995 con un contratto a gettone propostogli dalla Scaligera Verona per sostituire momentaneamente Ryan Lorthridge, il quale aveva riportato una frattura alla testa in un incidente automobilistico. Le prestazioni positive di Iuzzolino, tesserato con lo status di straniero non essendo ancora in possesso del passaporto italiano, convinsero la dirigenza veronese a confermarlo definitivamente in rosa al posto dello stesso Lorthridge. La sua prima annata in Serie A1 si chiuse con 24,9 punti di media (ed il 46,7% da tre) in regular season e 24,7 punti nei play-off, che videro i gialloblu uscire agli ottavi di finale contro la Scavolini Pesaro con un 2-1 nella serie nonostante la vittoria di gara 2 propiziata dai 36 punti di Iuzzolino in 39 minuti.
Nel corso della prima parte della stagione 1996-1997, iniziata con la conquista della Supercoppa italiana a settembre, Iuzzolino scelse di fare temporaneamente ritorno negli Stati Uniti per curare un problema al piede destro che gli fece meditare il ritiro e che lo portò a rimanere fuori causa per quasi tre mesi. Questa volta il cammino della Mash, sponsor dell'epoca, terminò con le semifinali contro la Benetton Treviso. In 25 partite tra regular season e play-off, Iuzzolino viaggiò a 21,6 punti a gara e tirò con il 44,6% da tre.
A partire dalla stagione 1997-1998 poté essere schierato da italiano, avendo completato l'iter per acquisire la cittadinanza. Nonostante la sua produzione offensiva individuale da oltre 20 punti a partita, la squadra chiuse quel campionato con una deludente eliminazione agli ottavi di finale contro Rimini. Diverso fu il percorso in campo europeo, dove Verona si fece strada nella Coppa Korać 1997-1998 fino ad arrivare a sollevare il trofeo a Belgrado. Nelle due finali contro la Stella Rossa, Iuzzolino segnò 27 punti nella gara di andata in casa e 18 in quella di ritorno in Serbia.
Iuzzolino si mantenne sopra i 20 punti di media anche nel suo quarto e ultimo campionato con la Scaligera, da lui però terminato anzitempo: durante un allenamento ad inizio marzo si ruppe infatti il menisco del ginocchio sinistro, infortunio che lo portò a sottoporsi ad un intervento in artroscopia.
La sua carriera italiana continuò alla Virtus Roma. Nonostante gli arrivi di Iuzzolino, Henry Williams, Alessandro De Pol e la conferma di Warren Kidd, la stagione della formazione capitolina fu piuttosto deludente. Tra i vari fattori, emersero pubblicamente anche problemi di coesistenza tra gli stessi Iuzzolino e Williams.
Nel luglio 2000 Iuzzolino firmò con i greci dell'Aris Salonicco, ma decise di rescindere prima dell'inizio del campionato per via dei problemi economici del club. A inizio novembre approdò quindi all'Olimpia Milano, dove rimase fino al termine della stagione confezionando 19,5 punti a partita. I biancorossi conclusero quell'edizione della Serie A1 al quindicesimo posto, salvandosi.
Cominciò la stagione 2001-2002 tornando in Grecia, questa volta al Peristeri, ma anche la seconda parentesi ellenica si rivelò alquanto breve. Già a novembre passò agli spagnoli del Cantabria Lobos, con cui disputò 17 partite a 19,1 punti di media ed esattamente il 50,0% da tre (frutto di un 58/116).
Il 29 ottobre 2002, a campionato già iniziato da sei giornate, venne presentato dalla Nuova Pallacanestro Pavia. La sua permanenza durò fino al febbraio seguente, complice una disputa che vide Iuzzolino volersi sottoporre ad un intervento per risolvere un dolore al ginocchio mentre la società riteneva che egli potesse giocare ancora qualche partita sotto punture, soluzione rifiutata dal giocatore. A pochi giorni dal suo addio a Pavia, nel febbraio 2003 venne ingaggiato dagli spagnoli del Valladolid per la rimanente parte di stagione, periodo in cui giocò 14 partite in Liga ACB a 10,0 punti di media. Questa parentesi fu di fatto l'ultima della sua carriera da giocatore.
Il 9 aprile 2017, nell'intervallo della sfida di Serie A2 tra Scaligera Verona e Universo Treviso, Iuzzolino partecipò di persona alla cerimonia di ritiro della sua maglia numero 8 da parte della società veronese.
Mike Iuzzolino è entrato nella Hall of Hame il 22 aprile 2018 a Springfield, nel suo discorso ha ringraziato i tifosi dei Portland Trail blazers per il supporto.

### Allenatore
La sua carriera da allenatore prese inizio nel maggio 2005, quando venne nominato assistente della squadra femminile della Duquesne University, rimanendovi per un biennio. Nell'aprile 2007 venne reso noto il suo ingresso nello staff tecnico di un'altra squadra universitaria femminile, quella della George Mason University. Dall'anno seguente fino al 2012 assunse l'incarico di associate head coach (ovvero non il ruolo di capo allenatore ma comunque una figura dello staff tecnico) della squadra maschile del Saint Vincent College. Nel 2012-2013 fu director of basketball operations del Canisius College, incarico che l'anno successivo svolse invece per la University of New Mexico.
Tra il 2014 e il 2016 tornò al Canisius College nelle vesti di assistente allenatore. Dal 2016 al 2021 fu invece assistente allenatore presso la Robert Morris University, ateneo per cui continuò a lavorare anche in seguito con il ruolo di associate head coach, restando dunque all'interno dello staff tecnico.

## Statistiche

### College
| Anno      | Squadra                  | PG  | PT | MP   | TC%  | 3P%  | TL%  | RP  | AP  | PRP | SP  | PP   |
| --------- | ------------------------ | --- | -- | ---- | ---- | ---- | ---- | --- | --- | --- | --- | ---- |
| 1986-1987 | Penn State Nittany Lions | 27  | -  | 10,8 | 28,3 | 25,0 | 85,4 | 1,2 | 1,1 | 0,2 | 0,0 | 2,4  |
| 1987-1988 | Penn State Nittany Lions | 26  | -  | 10,5 | 47,3 | 48,3 | 89,5 | 0,6 | 1,2 | 0,3 | 0,0 | 3,2  |
| 1989-1990 | St. Francis R. Flash     | 27  | 26 | 36,4 | 55,2 | 51,6 | 87,1 | 2,5 | 4,8 | 1,0 | 0,0 | 21,3 |
| 1990-1991 | St. Francis R. Flash     | 32  | 32 | 36,5 | 54,2 | 52,8 | 88,5 | 3,0 | 4,0 | 0,9 | 0,0 | 24,1 |
| Carriera  | Carriera                 | 112 | 58 | 24,2 | 52,7 | 51,2 | 87,8 | 1,9 | 2,8 | 0,6 | 0,0 | 13,3 |

### NBA

#### Regular season
| Anno      | Squadra          | PG  | PT | MP   | TC%  | 3P%  | TL%  | RP  | AP  | PRP | SP  | PP  |
| --------- | ---------------- | --- | -- | ---- | ---- | ---- | ---- | --- | --- | --- | --- | --- |
| 1991-1992 | Dallas Mavericks | 52  | 21 | 24,6 | 45,1 | 43,4 | 83,6 | 1,9 | 3,7 | 0,6 | 0,0 | 9,3 |
| 1992-1993 | Dallas Mavericks | 70  | 23 | 25,3 | 46,2 | 37,5 | 76,5 | 2,0 | 4,7 | 0,7 | 0,1 | 8,7 |
| Carriera  | Carriera         | 122 | 44 | 25,0 | 45,7 | 40,4 | 79,8 | 2,0 | 4,3 | 0,7 | 0,1 | 9,0 |

## Palmarès
- Supercoppa italiana: 1

Scaligera Verona: 1996
- Coppa Korać: 1

Scaligera Verona: 1997-98

## Curiosità
Comparve nel celebre videogioco arcade NBA Jam creato nel 1993.